# Algot Malmberg
Pour les articles homonymes, voir Malmberg.
Algot Malmberg est un lutteur suédois né le 1er février 1903 à Örgryte et mort le 22 janvier 1971 à Torslanda. Il est le frère du lutteur Erik Malmberg.

## Palmarès

### Championnats d'Europe
- Médaille de bronze en lutte libre dans la catégorie des moins de 72 kg en 1930 à Bruxelles